# Sunnersiken
Sunnersiken är ett naturreservat i Falköpings kommun i Västergötland.
Reservatet ligger centralt på Sydbillingen, cirka 8 km nordost om Broddetorp. Det avsattes som naturreservat 2008 och är 23 hektar stort. Det består av ett barrskogsområde.   
Detta barrskogsreservat innehåller mycket död ved, både stående och liggande. Centralt i området ligger en våtmark. Marken är blockig, kuperad och näringsfattig. Det är fuktigt och där trivs en rik mossflora som t.ex. långfliksmossa. Inom området finns ett rikt insekts- och fågelliv. Även lövträd som björk, oxel och ek växer i området.